# Walter Laufer
Walter Laufer (n. 5 iulie 1906, Cincinnati, Ohio, SUA – d. 16 iulie 1984, Midland⁠(d), Texas, SUA) a fost un înotător american, medaliat olimpic. A participat la o ediție a Jocurilor Olimpice (1928) în care a câștigat două medalii de aur și o medalie de argint.